# Хеттенсхаузен
Хеттенсхаузен (нем. Hettenshausen) — община в Германии, в земле Бавария. 
Подчиняется административному округу Верхняя Бавария. Входит в состав района Пфаффенхофен-на-Ильме. Подчиняется управлению Ильммюнстер.  Население составляет 1987 человек (на 31 декабря 2010 года). Занимает площадь 18,59 км².